# H 851 (schip, 1987)
De H 851 is een lanceerbak van Heerema Marine Contractors. De bak is zo genoemd, omdat het de eerste was van Heerema met een lengte van 850 voet.
Het is de grootste bak ter wereld. Desondanks viel de bak in het niet bij de afmetingen van de eerste opdracht, het jacket Bullwinkle dat in 1988 voor Shell werd geplaatst, het grootste jacket ooit in een waterdiepte van 412 meter en een gewicht van 49.375 ton. Op de bak werden daarna nog meerdere jackets gelanceerd en werd ook de Brent Spar ontmanteld. Ook een aantal compliant towers werd vanaf de bak gelanceerd.
Om ook float-overs uit te kunnen voeren, is in 2011 de eerste 100 meter versmald tot 42 meter breedte in Yiu Lian Dockyards in Shekou, China. Daarmee kon het in 2012 het dek van North Rankin B in Australië gezet worden en in Rusland de leg mating units (LMUs) en spoelstukken op het GBS van Arkutun Dagi van Sachalin-1. In 2014 plaatste de H 851 daar ook het Berkut-dek.